# Mallotus peltatus
Mallotus peltatus är en törelväxtart som först beskrevs av Eduard Ferdinand Geiseler, och fick sitt nu gällande namn av Johannes Müller Argoviensis. Mallotus peltatus ingår i släktet Mallotus och familjen törelväxter. Inga underarter finns listade i Catalogue of Life.